# Чевал (Флорида)
Чевал (англ. Cheval) — переписна місцевість (CDP) в США, в окрузі Гіллсборо штату Флорида. Населення — 12 522 особи (2020).

## Географія
Чевал розташований за координатами 28°8′53″ пн. ш. 82°31′2″ зх. д. / 28.14806° пн. ш. 82.51722° зх. д. (28.148074, -82.517298).  За даними Бюро перепису населення США в 2010 році переписна місцевість мала площу 17,60 км², з яких 15,43 км² — суходіл та 2,17 км² — водойми.

## Демографія
Згідно з переписом 2010 року, у переписній місцевості мешкали 10 702 особи в 4412 домогосподарствах у складі 2883 родин. Густота населення становила 608 осіб/км².  Було 4702 помешкання (267/км²).
Расовий склад населення:
| - 80,3 % — білих - 7,6 % — чорних або афроамериканців - 6,1 % — азіатів - 0,3 % — корінних американців - 0,1 % — вихідців з тихоокеанських островів - 2,7 % — осіб інших рас |

До двох чи більше рас належало 3,0 %. Частка іспаномовних становила 18,8 % від усіх жителів.
За віковим діапазоном населення розподілялося таким чином: 25,6 % — особи молодші 18 років, 64,8 % — особи у віці 18—64 років, 9,6 % — особи у віці 65 років та старші. Медіана віку мешканця становила 38,5 року. На 100 осіб жіночої статі у переписній місцевості припадало 92,5 чоловіків;  на 100 жінок у віці від 18 років та старших — 89,0 чоловіків також старших 18 років.
Середній дохід на одне домашнє господарство  становив 90 020 доларів США (медіана — 63 944), а середній дохід на одну сім'ю — 110 163 долари (медіана — 88 264). Медіана доходів становила 56 705 доларів для чоловіків та 42 809 доларів для жінок. За межею бідності перебувало 10,0 % осіб, у тому числі 14,1 % дітей у віці до 18 років та 2,8 % осіб у віці 65 років та старших.
Цивільне працевлаштоване населення становило 5794 особи. Основні галузі зайнятості: освіта, охорона здоров'я та соціальна допомога — 20,4 %, науковці, спеціалісти, менеджери — 17,1 %, фінанси, страхування та нерухомість — 14,3 %.